# Les Mecaniciens
Les Mecaniciens fue un grupo de música español procedente del País Vasco, desaparecido desde el año 1993, que basaba su música en mezclas con pop y jazz. Fue fundado en el año 1990 por el actual cantautor Jabier Muguruza después de la grabación de su primer trabajo "Ja, ja" (IZ, 1989), destinado al público infantil, y con el objetivo de crear un similar a éste para el público adulto.

## Historia
Son pocos los datos que se pueden dar del grupo, debido a la falta de información sobre él. 
Aunque hubo participaciones de otros artistas, de forma permanente, el grupo estaba compuesto por una formación de siete integrantes: Ane Irazu (vocalista), Jabier Muguruza (vocalista, y también al acordeón y la guitarra), Jean Luis Hargous (al saxo soprano), Satur Babón (al saxo barítono), Carlos Hipólito (al trombón), Iñaki Sebastián (a la batería) y Juanjo Falcón (al bajo eléctrico).

## Discografía

### 1. Erabakia (1991)
"Erabakia" fue el primer trabajo lanzado por Les Mecaniciens, editado por Elkar Argitaletxea. Este álbum, probablemente el menos conocido, salió a la venta al año siguiente de la creación del grupo, únicamente en formato LP y siendo el único de sus álbumes que contiene ocho canciones, cuatro en cada cara del disco. Después de la publicación del disco, y con intención de promocionarse, el grupo publicó un sencillo del trabajo con el nombre Les Mecaniciens, que incluía las canciones "Bizitza bi" y "Asmakizuna". La lista de canciones completa es:
1. Gure turista.
2. Bizitza bi.
3. Erabakia.
4. Hi bezala.
5. Ez dago fiatzerik.
6. Asmakizuna.
7. Etxe eskubidea.
8. Siga rusga.

### 2. Ia xoragarria (1992)
El segundo álbum del grupo es "Ia xoragarria", editado también por Elkar Argitaletxea y el primero en formato CD-DA (aunque también fue publicado en LP. Este disco, el primero de nueve canciones, fue el único del grupo en incluir una canción del disco "Ja, ja" de Jabier Muguruza ("Gure aitona") adaptada en función del público de destino. Además, fue el primero en incluir dos canciones instrumentales ("Frichti" y "Bezugo"). La canción más famosa y con más éxito fue la misma "Ia xoragarria" e incluye todas las siguientes:
1. Mutiko arrotzaren kanta.
2. Harria bezain mutu.
3. Haize idiota.
4. Ene printzesa ttipi.
5. Frichti.
6. Ia xoragarria.
7. Gure aitona.
8. Bezugo.
9. Haurrak haunditzen doaz.

### 3. Euskadi, jende gutxi (1993)
El grupo de separó en el año 1993, no sin antes publicar en diciembre su último álbum "Euskadi, jende gutxi", justo después de su reclutamiento por Esan Ozenki Records. Es en este trabajo en el que Les Mecaniciens hace notar más los rasgos de jazz en sus canciones, y que posee como última canción una canción de cuna ("Sagarrondo ttipi bati"), que despide el grupo del trabajo realizado. En sus nueve canciones se pueden encontrar, al igual que en "Ia xoragarria", dos instrumentales ("Lester reggae" y "Agirre"), e incluye las dos canciones del grupo que la discográfica utilizó en sus dos famosos recopilatorios: "Soomaaliya" para Independentzia 5 urtez y "Ene jaka zaharra" para Independentzia 10 urtez. La lista de pistas es la siguiente:
1. Euskadi, jende gutxi.
2. Ene jaka zaharra.
3. Soomaaliya.
4. Lester reggae.
5. Kontestadore alua.
6. Desioren zapatak.
7. Kabinako aitona.
8. Agirre.
9. Sehaska kanta (Sagarrondo ttipi bati).